# Lawrence Foster
Lawrence Foster (* 23. Oktober 1941 in Los Angeles) ist ein US-amerikanischer Dirigent.

## Leben
Der Sohn rumänischer jüdischer Einwanderer studierte bei Fritz Zweig und Joanna Graudan und debütierte 1960 mit dem neu gegründeten Young Musicians’ Foundation Début Orchestra, das er bis 1964 leitete. Daneben wirkte er von 1962 bis 1965 als Dirigent des San Francisco Ballett. Von 1965 bis 1968 war er Assistent von Zubin Mehta beim Los Angeles Philharmonic Orchestra. 1966 gewann er in Tanglewood den Koussevitzky Memorial conductors prize.
Seit 1971 war er musikalischer Direktor bzw. Chefdirigent des Houston Symphony Orchestra (1971–1979), des Monte-Carlo Philharmonic Orchestra (1980–1990), der Duisburger Philharmoniker (1982–1987), des Orchestre de Chambre de Lausanne (1985–1990), des Orquestra Simfònica de Barcelona i Nacional de Catalunya (1994–2002) und des Orquestra Gulbenkian in Lissabon (2002–2013).
Daneben arbeitete er häufig mit dem Australian Youth Orchestra und anderen Jugendorchestern. Von 1998 bis 2001 war er künstlerischer Leiter des International Festival and Competition George Enescu, wo er vor allem Werke rumänischer Komponisten aufführte. Zum 50. Todestag von George Enescu nahm er eine Box mit dessen Werken für das Label EMI auf. 
Als Operndirigent trat Forster an den weltweit bedeutendsten Opernhäusern auf. 2006 führte er bei den Bregenzer Festspielen eine durch Robert Orledge vervollständigte Fassung von Claude Debussys unvollendeter Oper La chûte de la maison Usher (nach Edgar Allan Poe) auf. 2008 dirigierte er Albert Roussels Oper Padmâvatî im Pariser Théâtre du Châtelet und Ernest Reyers Salammbô an der Opéra de Marseille. Von 2009 bis 2012 war er, neben seinem Engagement in Lissabon, musikalischer Direktor der Opéra National de Montpellier. 
Seit 2013 ist er Leiter der Opéra de Marseille, seit 2019 auch Chefdirigent beim Nationalen Symphonieorchester des Polnischen Rundfunks.